# 3049 Kuzbass
A 3049 Kuzbass (ideiglenes jelöléssel 1968 FH) a Naprendszer kisbolygóövében található aszteroida. Tamara Mihajlovna Szmirnova fedezte fel 1968. március 28-án.